# Momodou Lamin Bah (Diplomat)
Momodou Lamin Bah (auch Momodou Lamine Bah; * 20. Jahrhundert) ist ein gambischer Finanzmanager und Diplomat. Seit 2022 ist es Gambias Botschafter in den USA.

## Werdegang
Bah war von 1985 bis 1995 in der Datenverarbeitung des International Trypanotolerance Centre beschäftigt, anschließend bis 1999 als IT-Manager bei der gambischen  International Bank for Commerce. Dort wurde er 2002 Leiter der Innenrevision. 2003 wechselte er als Finanz- und Verwaltermanager zu Sunbeach Hotel & Resort in Bakau.  2005 begann er im Finanz- und Wirtschaftsministerium als Spezialist für Finanzmanagement und war dort im Rahmen eines Projekts zur Einrichtung und Umsetzung eines Integrierten Finanzmanagementsystems (IFMIS) tätig. Von 2009 bis 2014 war er Manager des Projekts. 2014 wurde er zum Hauptbuchhalter Gambias (Accountant General) ernannt.
Diese Position hatte er bis zu seiner Berufung zum Botschafter Gambias in den USA 2022 inne. Er folgte auf den im Februar 2022 im Amt verstorbenen Dawda Fadera. Im November 2022 überreichte er sein Akkreditierungsschreiben an den Protokollchef der Vereinigten Staaten Rufus Gifford. Bah ist als Botschafter gleichzeitig in Brasilien und Mexiko sowie als Hochkommissar in Kanada akkreditiert. Im November 2023 überreichte der kanadischen Generalgouverneurin Mary Simon sein Akkreditierungsschreiben.